# Завод метанолу у Джубайлі (Ibn Sina)
Завод метанолу у Джубайлі (Ibn Sina) – підприємство нафтохімічної промисловості, яке діє у індустріальному центрі Джубайль на східном узбережжі Саудівської Аравії.
В 1984-му в Джубайлі почав роботу завод з виробництва метанолу National Methanol Company (Ibn Sina), власниками якої на паритетних засадах стали саудійська нафтохімічна SABIC та заснована іноземними інвесторами CTE Petrochemicals Company (в свою чергу належить у рівних долях Celanese та Duke Energy). Первісно завод мав потужність 700 тисяч тон на рік, проте після кількох етапів модернізації досягнув рівня у 1 млн тон.
Частина метанолу споживається самою Ibn Sina для живлення виробництв метилтретинного бутилового етеру (стало до ладу в 1994-му) та поліацеталю (введене у другій половині 2010-х). Серед зовнішніх споживачів є розташований у тому ж Джубайлі завод метилтретинного бутилового етеру компанії Ibn Zahr.
Як сировину для продукування метанолу підприємство використовує природний газ, який надходить до Джубайлю по трубопроводах Беррі – Джубайль, Утманія – Беррі, Хурсанія – Беррі, Васіт – Беррі, а з середини 2020-х зможе також надходити по газопроводу Танаджиб – Джубайль.